# Jo Ellis-Monaghan
Joanna Anthony Ellis-Monaghan is een Amerikaanse wiskundige en wiskundedocent wier onderzoeksinteresses onder meer grafenpolynomen en topologische grafentheorie omvatten. Zij is hoogleraar wiskunde aan het Korteweg-de Vries Instituut voor Wiskunde van de Universiteit van Amsterdam.

## Opleiding en carrière
Ellis-Monaghan groeide op in Alaska. Ze studeerde in 1984 af aan het Bennington College in zowel wiskunde als studiokunst en behaalde in 1986 een masterdiploma in wiskunde aan de Universiteit van Vermont. Nadat ze aan een doctoraatsprogramma aan Dartmouth College was begonnen, stapte ze over naar de Universiteit van North Carolina in Chapel Hill. Aldaar haalde ze in 1995 haar Ph.D. Haar proefschrift, begeleid door Jim Stasheff, heeft de titel A unique, universal graph polynomial and its Hopf algebraic properties, with applications to the Martin polynomial. In 1992 trad ze in dienst bij de faculteit van het Saint Michael's College, was daar voorzitter van de afdeling en bekleedde ook functies aan de Universiteit van Vermont. In 2020 werd zij hoogleraar Discrete wiskunde aan de Universiteit van Amsterdam.

## Publicaties
- Samen met Iain Moffat is Ellis-Monaghan de auteur van het boek Graphs on Surfaces: Dualities, Polynomials, and Knots (Springer, 2013).
- Van 2010 tot 2020 was ze hoofdredacteur van PRIMUS, een tijdschrift over het onderwijs in wiskunde in bacheloropleidingen.